# 針博士
針博士（はりはかせ）は、宮内省典薬寮に属する職員の1つ。従七位下相当。定員1名。ただし、従七位下以上に栄達する者も多数出ている。針生の教育と針師の監督を行った。「鍼博士」とも記載された。

## 概要
701年（大宝元年）には大宝律令の医疾令が、続けて757年（天平宝字元年）には養老律令の医疾令が発せられ針博士が設置された。監督する針生は定員30名、針博士の下で基礎教養2年及び専門教育7年（実技及び専門書の講読）を受けた後、針博士による卒業・任官試験を受けて合格したものが針師として針治療の実務にあたる。更にその中の優秀者から針博士は選任されたのである。鍼博士の地位にあった丹波康頼が医心方を著し献上した。これが日本最古の医学全書と言われる。
平安期は当初実力による任命で、現代で言う教授職に近いものであったようだが、後に形骸化し名誉職と変わっていった。室町時代に医官制度が廃止され、名実共に針博士はすたれていったとも、明治維新までは針博士のみは続いたともある。

## 歴代針博士
- 菅原梶成 - 唐の文宗代に入唐し、帰国後に針博士、外従五位下・侍医[4]。
- 深根宗継[5]
- 下道門継[6]
- 葛城高宗[7]
- 阿比古氏雄 - 『日本三代実録』の仁和2年（886年）正月7日条に侍医兼針博士で外従五位下と見える[8]。
- 丹波康頼 - 医心方の著者。子孫は代々針博士あるいは典薬頭を輩出した。子孫に幕府医学館の多紀安琢、俳優の丹波哲郎などが居る。
- 丹波忠明 - 丹波康頼の孫。名医と謳われた権針博士、後に典薬頭などを務め四位まで昇った。子の丹波雅忠は、日本扁鵲と呼ばれこれも名医として親子で名を馳せた。